# Burg Vetzberg

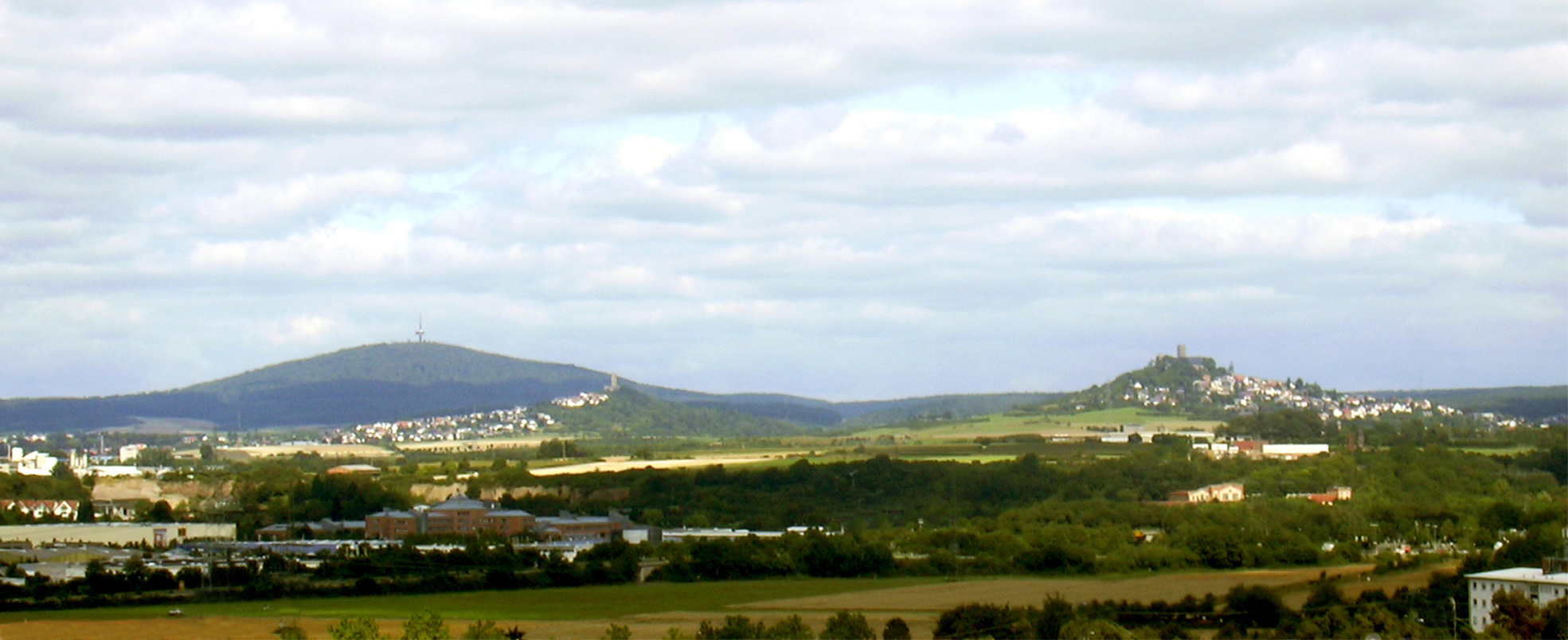
Der Vetzberg (Bildmitte) zwischen Dünsberg und der Burg Gleiberg

Die Ruine der Burg Vetzberg befindet sich in dem Dorf Vetzberg, einem Ortsteil der Gemeinde Biebertal im Landkreis Gießen in Hessen, ca. 1,5 Kilometer (Luftlinie) nordwestlich von der Burg Gleiberg entfernt.

## Geographische Lage
Die Ruine der Gipfelburg steht weithin sichtbar auf dem erloschenen gleichnamigen 310 m ü. NHN hohen Vulkan Vetzberg.

## Geschichte
Die Oberburg der Höhenburg mit dem Bergfried wurde vermutlich in der ersten Hälfte des 12. Jahrhunderts erbaut. Sie ist 1150 erstmals urkundlich erwähnt. 1226 wird sie dann als Vogtisberg bekundet. Diese Bezeichnung, aus der der heutige Name abgeleitet ist, besagt, dass die Burg eine Zweitburg der Grafen von Gleiberg und von deren Vögten besetzt war. Ab Mitte des 13. Jahrhunderts wurde die Anlage durch den Bau der Unterburg erweitert.
Der 1226 erwähnte Conradus de Deyrenbach (Konrad von Dernbach) gilt als Stammvater der besonders im 14. und 15. Jahrhundert bedeutenden Dernbacher Ganerbschaft, der neben der Vetzburg auch die kleine Wasserburg (Motte) Alt-Dernbach bei Herbornseelbach gehörte. Die einzelnen Familienzweige nannten sich mal „von Dernbach“, mal „von Vetzberg“ (Voitsperg), mit und ohne Zunamen wie, genannt Rode, Graul, Krig, Holzappel, Ruchschade oder Mul.
Der Familienzweig, der nach der Dernbacher Fehde Alt-Dernbach an die Grafen von Nassau verkaufen musste, baute vor 1350 die Burg Neu-Dernbach in Dernbach, heute Gemeinde Bad Endbach, die von den „von und zu Dernbach“ bewohnt wurde, siehe auch Dernbach (Adelsgeschlecht). 
Im Laufe der Zeit teilten sich alleine durch Erbfälle bis zu 34 Ganerben den Vetzberger Besitz. Einige der Vetzberger Ganerben machten durch ungezügeltes Raubrittertum von sich reden, für das sie die Vetzburg als Stützpunkt nutzten. Mehrfach wurde die Burg daher belagert und zerstört, letztmals 1463 vom Stadthauptmann von Frankfurt. Erst als der „Ewige Landfrieden“ von 1495 diesem Treiben ein Ende setzte, verließen die letzten Vetzberger Ganerben die nun bedeutungslos gewordene Burg. Die zuletzt noch verbliebenen vier Ganerben verkauften 1765 ihre Rechte und Besitzungen an die Fürsten von Nassau-Weilburg. Die strategisch und militärisch inzwischen wertlose Burg verfiel allmählich.

## Beschreibung
Heute sind nur noch der 22,7 m hohe Bergfried, die Giebelwand des Palas, Teile der Ringmauern und Reste der Unterburg erhalten. Im Bergfried befinden sich drei mit Kuppelgewölben überdeckte Stockwerke. Der heutige Zugang zum Turm wurde 1935 eingebaut; die ursprünglichen Hocheingänge befanden sich auf 8,6 m und 12,8 m Höhe im mittleren Stockwerk. 
Im Jahr 2000 hat der Vetzberg-Verein zwischen Palas und Bergfried eine Stahltreppe montieren lassen, die zu dem auf der Nordseite des Turms befindlichen Hocheingang und weiter zu einer kleinen Aussichtsplattform führt, die einen guten Blick auf den Ort Vetzberg bietet. Der Turm ist seither als Aussichtsturm begehbar und bietet auf der Südostseite einen kleinen Aussichtsbalkon mit Blick in Richtung Gießen sowie eine auf ca. 21,5 m Höhe liegende Aussichtsplattform, die jedoch nur nach Voranmeldung über steile Stiegen zugänglich ist.
Stand Februar 2016 war der Bergfried mit einem Netz und Spanngurten gesichert, da sich einige Steine aus dem Mauerwerk gelöst hatten. Der Zugang in den Turm war wegen dessen bevorstehender Sanierung nicht möglich, 2022 wurde die Renovierung vollendet und der Bergfried wieder zugänglich. Im selben Jahr wurde die Gaststätte wegen Bauschäden geschlossen.
Seit 1965 bemühen sich der in diesem Jahr gegründete Vetzberg-Verein und die Gemeinde Biebertal, in deren Besitz sich die Burg seit 1970 befindet, um den Erhalt der Burganlage.

## Bildende Kunst
Der hessische Maler Carl Engel von der Rabenau fertigte in den 1830er Jahren ein 33,4 × 23,5 cm großes Aquarell über Bleistift Die Ruine der Burg Vetzberg bei Gießen dazu Buschwerk mit Mauer und Ansicht einer Stadt, das sich seit 1920 im Besitz des Historischen Museums Frankfurt am Main befindet.